# Alexandr I. Pavlovič
Alexandr I. Pavlovič (rusky Александр I Павлович; 23. prosince 1777, Petrohrad – 1. prosince 1825, Taganrog) byl ruský imperátor vládnoucí v letech 1801–1825, v letech 1809–1825 první finský velkokníže a jako Alexandr II. v letech 1815–1825 polský král.

## Biografie

### Mládí
Alexandr se narodil v Petrohradě jako první z desíti dětí budoucího cara Pavla I. a jeho manželky carevny Marie Fjodorovny. Jeho babičkou (matkou cara Pavla I.) byla Kateřina Veliká, která přes odpor Alexandrova otce vzala do svých rukou výchovu malého budoucího následníka trůnu. Za jeho vychovatele určila švýcarského jakobína, filosofa Frédérica-César de La Harpeho. Pod jeho vedením se chlapec naučil dokonale anglicky, seznámil se s evropskou kulturou, historií a principy politiky. Vojenskou průpravu strávil Alexandr v městě Gatčina; v této době ohluchl na levé ucho.

### Manželství
Jako nevěstu vybrala carevna Kateřina Alexandrovi princeznu Luisu Bádenskou, třetí ze sedmi dětí bádenského vévody Karla Ludvíka a jeho ženy Amálie von Hessen-Darmstadt. V roce 1792 Luisa i se svou sestrou přijela do Petrohradu a byla shledána Kateřinou za vhodnou nevěstu. Svatba se uskutečnila 9. října 1793; Luisa, která přestoupila na pravoslaví a přijala ruské jméno Jelizaveta Alexejevna, měla pouhých čtrnáct let, její manžel byl o rok starší. U příležitosti svatby dostal Alexandr od carevny Kateřiny Alexandrovský palác, čímž mu dala najevo svou náklonnost a to, že jej hodlá upřednostnit před synem Pavlem při volbě následníka trůnu. Zemřela však dříve (6. listopadu 1796), než mohla Alexandra označit oficiálně následníkem.

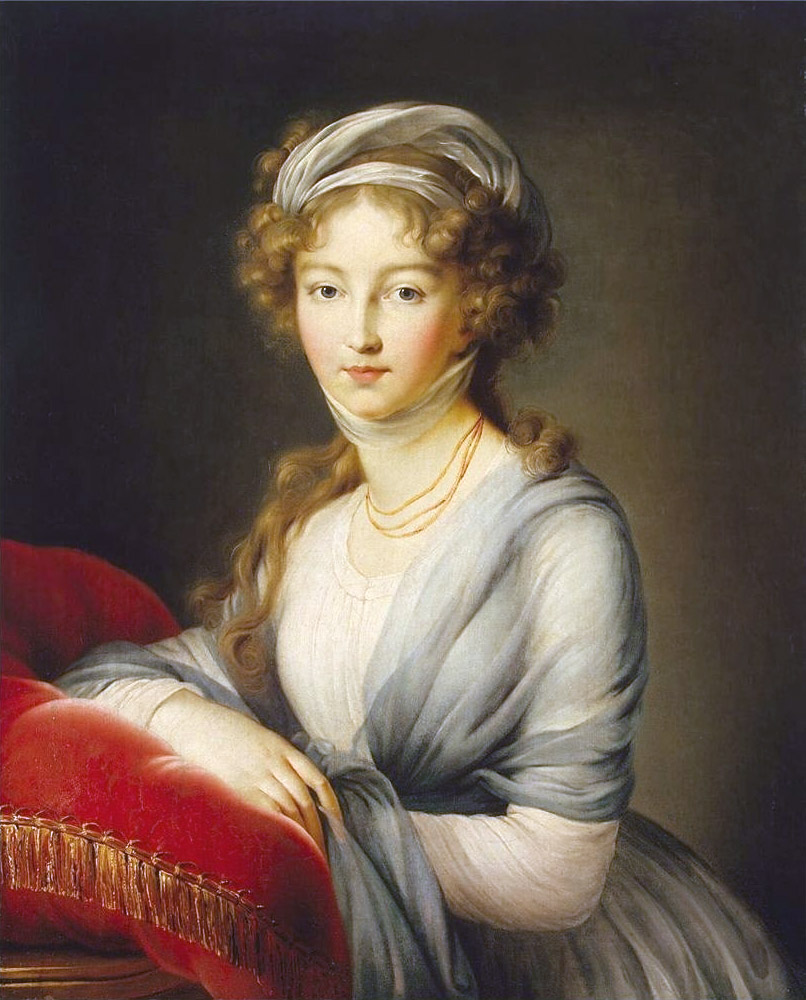
Luisa, bádenská princezna. Tento obraz poslala Luisa v roce 1795 své matce.

Jelizaveta Alexejevna byla mimořádně krásná a přitažlivá žena, svou krásou proslulá po celé Evropě; její vzezření odpovídalo ideálu krásy té doby. Byla ale i nesmělá a upřímná, bystrá a inteligentní, milovala svého muže a byla jeho oporou v mnoha osobních i politických krizích. Alexandr však ženu zanedbával; manželství bylo harmonické, ale emocionálně chudé. Oba měli mimomanželské vztahy, které vzájemně akceptovali. Když se 18. května/29. května 1799 narodila dcera Marie Alexandrovna, u dvora se vynořily řeči, že otcem dítěte je polský kníže Czartoryski – dítě mělo černé vlasy a tmavé oči, zatímco oba rodiče byli světlovlasí a modroocí. Jelizaveta však zakrátko ztratila milence i dcerku – Adam byl vyslán na diplomatickou misi a dítě zemřelo. V roce 1803 Alexandr začal vztah s polskou kněžnou Marií Czetwertyńskou, manželkou knížete Dmitrije Naryškina. Tento románek trval více než patnáct let; Naryškinová porodila Alexandrovi tři děti. 3. listopadu/15. listopadu 1806 porodila Jelizaveta druhou dceru, velkokněžnu Jelizavetu Alexandrovnu; opět se vynořily řeči, že dítě není carovo, ale kapitána Ochotnikova. Patnáct měsíců později děvčátko zemřelo. Další děti se již z tohoto manželství nenarodily a Alexandrovým následníkem a nástupcem se stal jeho mladší bratr, třetí syn Pavla I. Mikuláš I. Pavlovič (druhý Pavlův syn, velkokníže Konstantin Pavlovič, rezignoval na nástupnictví v roce 1823, když se oženil s polskou hraběnkou Joannou Grudzińskou).
Přes všechny tyto peripetie (Alexandr měl celkem devět nemanželských dětí) lze jejich vztah i manželství považovat za šťastné.

### Cesta k trůnu
Úmyslem carevny Kateřiny bylo pominout nástupnická práva svého syna Pavla a předat trůn přímo jeho nejstaršímu synovi Alexandrovi. Tento záměr však nenabyl oficiální podoby a po její smrti 17. listopadu 1796 se moci chopil Pavel. Přijal několik nových zákonů ke změně režimu a Kateřininy politiky; svým jednáním pobouřil obyvatelstvo a především šlechtu. Šlechta a jeho odpůrci také stáli za Pavlovou smrtí: v noci z 10. na 11. března 1801 byl Pavel zavražděn. Míra Alexandrovy účasti na hrůzném činu je polemická; zřejmě jej přímo neorganizoval, ale je možné, že o jeho přípravách věděl.
23. března 1801 zasedl na trůn jako Alexandr I. a 15. září téhož roku byl v moskevském Kremlu slavnostně korunován. Během měsíce po nastoupení na trůn vrátil na svá místa všechny Pavlem uvolněné úředníky a ministry, zrušil zákaz dovozu zboží včetně knih a notových zápisů. Záhy se kolem něj vytvořila skupina tzv. „mladých kamarádů“ (P. A. Stroganov, V. P. Kočubej, A. A. Čartryjskij a N. N. Novosilicov), jejichž vliv na chod státu výrazně rostl.

### Vláda

#### Předválečné reformy

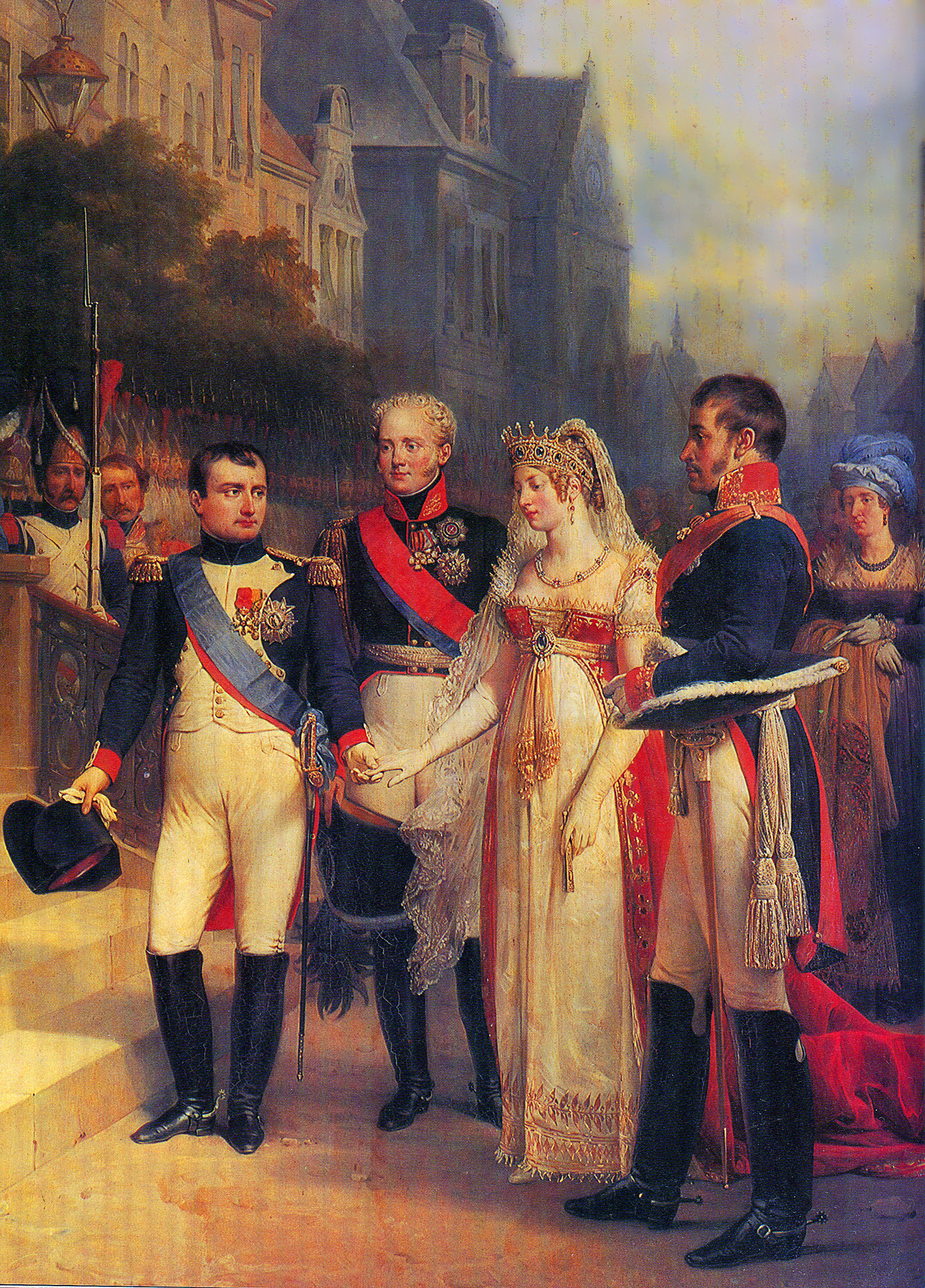
Setkání pruského královského páru a cara Alexandra s Napoleonem v Tylži v srpnu 1807

Alexandr se ujal vlády v neklidné době intervencí proti Francouzské revoluci. Očekávaly se od něj reformy a vyřešení otázky nevolnictví. První významnou reformou byla přeměna kolegií na ministerstva (8. září 1802). Realizoval několik pozemkových reforem, umožnil vlastnit půdu kupcům, měšťanům a státním přesídlencům, uskutečnil reformu školství, v rámci níž vznikly university v Kazani a Charkově. Velký význam při reformách v letech 1808—1812 měl Alexandrův poradce M. M. Speranskij, který se podílel na reorganizaci ministerstev, vytvoření Státní rady a uskutečnění finanční reformy.

#### Války s Napoleonem
Na zahraničně-politické scéně Alexandr nejdříve váhal. Vstoupil do spojenectví s Velkou Británií, později spolupracoval s Pruskem a snažil se o udržení přátelské atmosféry s Francií. S tou uzavřel tajnou dohodu, aby si zabezpečil vliv v Evropě, ta ale skončila pravým opakem. V čele Francie stál tehdy Napoleon I. Bonaparte, kterého Alexandr zpočátku obdivoval, později však svůj postoj změnil a viděl v něm obyčejného sobeckého tyrana. Tím se stala jakákoli náklonnost mezi Ruskem a Francií téměř nemožná. V roce 1805 vznikla nová protifrancouzská koalice.
Alexandr se od 9. září 1805 věnoval vedení armády. Třebaže byl formálním velitelem armády zkušený generál M. I. Kutuzov, všechna jeho rozhodnutí musel potvrdit car. V průběhu bitvy u Slavkova (2. prosince 1805) se Alexandr neřídil radou Kutuzova a spolu s rakouským císařem Františkem I. nařídili útok svých spojených vojsk, který ale Napoleon rozdrtil. Dva dny po bitvě, 4. prosince 1805, bylo mezi Francií a Ruskem uzavřeno příměří a ruská vojska opustila rakouské území. Po bitvě u Slavkova Alexandr odmítl navržený Řád sv. Jiří.
V září roku 1806 začala válka mezi Francií a Pruskem. Alexandr Francii vyhlásil v listopadu válku a později v březnu přes Rigu a Mitavu přišel Prusům na pomoc. Sám do průběhu bojových operací nezasahoval v takové míře jako předtím. Armádu hraběte von Bennigsena však nakonec Napoleon porazil. 7. června 1807 Alexandr s Francouzi uzavřel Tylžský mír. Rusko bylo kromě jiného nuceno uznat teritoriální změny v Evropě, zprostředkovat mírové jednání mezi Spojeným královstvím a Francií, ale i odvolat svá vojska z Valašska a Moldavska. Tato území Rusové získali v říjnu 1806. Neochota odstoupit tato území zpět Osmanské říši měla za následek podpis tajné dohody (30. září 1808), na jejímž základě si mohlo Rusko ponechat Moldavsko i Valašsko, ale zavázalo se jednat společně s Francií proti Spojenému království.

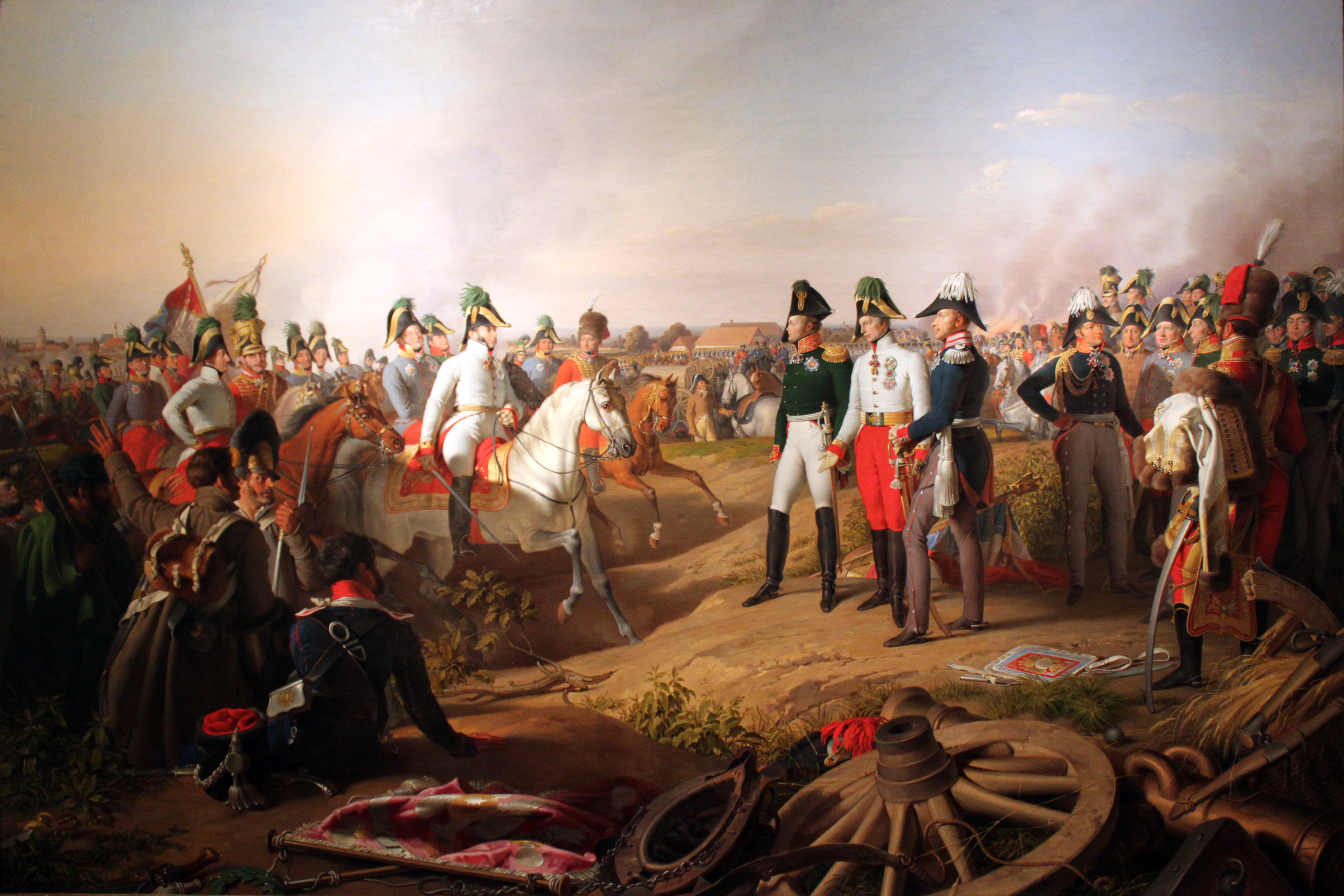
Kníže Schwarzenberg oznamuje vládcům Ruska, Rakouska a Pruska vítězství u Lipska

Mezi oběma zeměmi však narůstala nevraživost, Napoleon vyhrožoval nároky na obnovení Polska, Rusové nedodržovali Kontinentální blokádu. Obě země se tak začaly chystat na válku. 24. června 1812 francouzská La Grande Armée překročila ruské hranice. Ruské, početně slabší armády před Francouzi ustupovaly, do bitvy u Smolenska se spojily. Alexandr však nebyl ochoten vydat Napoleonovi Moskvu bez boje, přikázal tedy hájit obranná postavení u Borodina. V bitvě u Borodina Rusové ztratili polovinu sil, ale i Francouzům způsobili těžké ztráty a bojiště spořádaně opustili. Napoleon 14. září vstoupil do Moskvy, která následující dny vyhořela. V dalších bitvách se však Rusům podařilo francouzská vojska zastavit a přinutit k ústupu, který se změnil na útěk.
Alexandr se podílel na přípravách plánu pronásledování ustupujících Francouzů zeměmi Evropy. Přitom v roce 1813 kvůli posílení rakouské armády jedním z ruských vojsk pobýval také v Čechách, kde jednal o spojenectví s císařem Františkem I. a s ním a pruským králem Fridrichem Vilémem III. táhl do bitvy u Drážďan a do bitvy u Lipska. 31. března 1814 v čele svých vojsk vstoupil do Paříže, kde prosadil první pařížský mír a odkud navštívil Velkou Británii. Byl jedním z hlavních účastníků Vídeňského kongresu, kde pro svou říši získal část Polska, tzv. Kongresovku.
V říjnu 1815 navštívil Alexandr i jižní Čechy (Hluboká nad Vltavou).

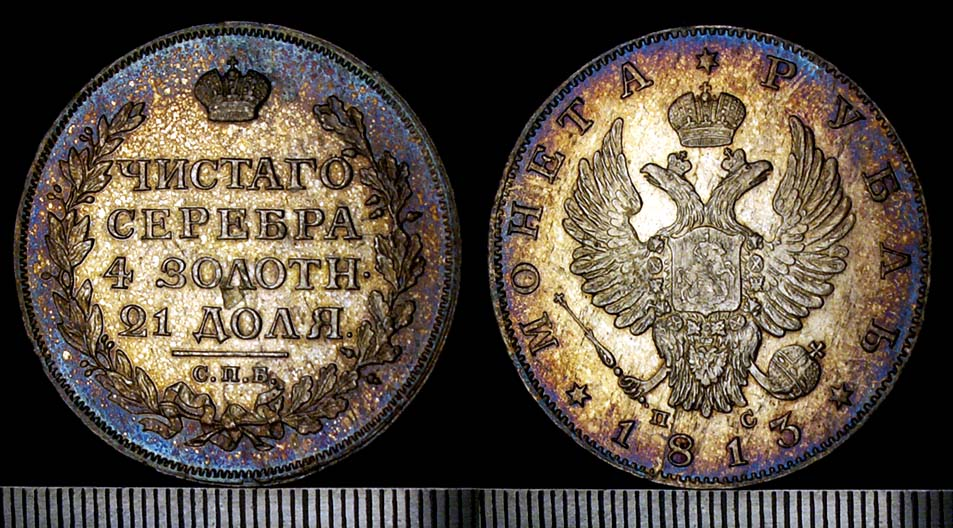
Rubl z roku 1813

#### Vláda po napoleonských válkách
Po skončení války se opět pokoušel o reformy. V rámci boje proti korupci jmenoval do mnohých významných funkcí cizince, kvůli tomu ztratil většinu svých příznivců a celkovou podporu. V této době se stal kmotrem budoucí anglické královny Viktorie (* 24. května 1819). 16. srpna 1823 vydal tajný manifest, v němž navrhl za svého následníka místo předpokládaného bratra Konstantina mladšího Nikolaje (Konstantin rezignoval na nástupnictví, když v tomto roce uzavřel morganatický sňatek s polskou hraběnkou Joannou Grudzińskou).

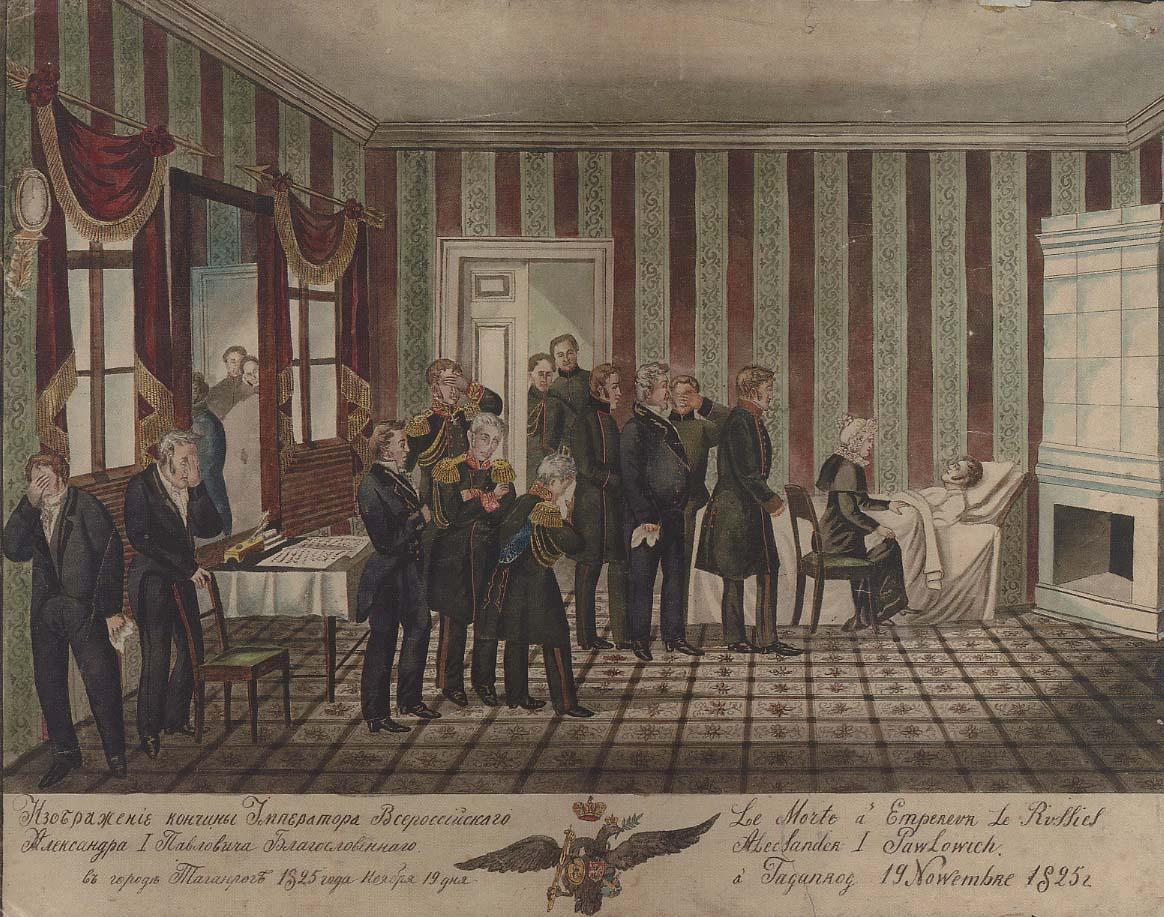
Smrt Alexandra I. v Taganrogu

### Konec života
V roce 1825 začala mít carevna problémy se zdravím a lékaři usoudili, že by měla pobývat ve vlídnějším podnebí. Jelizaveta se 15. října/27. října přestěhovala do Taganrogu u Azovského moře, Alexandr ji doprovázel. Zde přebývali ve skromném domě, byli spolu v této intimní prostotě šťastni. 17. listopadu/29. listopadu 1825 Alexandr onemocněl, když se vracel z cesty na Krym, z původního nachlazení se ukázal tyfus[nepřesný odkaz]. Nemoci 19. listopadu/1. prosince 1825 v Jelizavetině přítomnosti podlehl.

## Vývod z předků
|                      |                                       |  |                                           |                                        |  |  |  |  |  |  |  | Frederik IV. Holštýnsko-Gottorpský |
|                      |                                       |  |                                           |                                        |  |  |  |  |  |  |  |                                    |
|                      | Karel Fridrich Holštýnsko-Gottorpský  |  |                                           |                                        |  |  |  |  |  |  |  |                                    |
|                      |                                       |  |                                           |                                        |  |  |  |  |  |  |  |                                    |
|                      |                                       |  |                                           | Hedvika Žofie Švédská                  |  |  |  |  |  |  |  |                                    |
|                      |                                       |  |                                           |                                        |  |  |  |  |  |  |  |                                    |
|                      | Petr III. Ruský                       |  |                                           |                                        |  |  |  |  |  |  |  |                                    |
|                      |                                       |  |                                           |                                        |  |  |  |  |  |  |  |                                    |
|                      |                                       |  |                                           | Petr I. Veliký                         |  |  |  |  |  |  |  |                                    |
|                      |                                       |  |                                           |                                        |  |  |  |  |  |  |  |                                    |
|                      | Anna Petrovna                         |  |                                           |                                        |  |  |  |  |  |  |  |                                    |
|                      |                                       |  |                                           |                                        |  |  |  |  |  |  |  |                                    |
|                      |                                       |  |                                           | Kateřina I. Ruská                      |  |  |  |  |  |  |  |                                    |
|                      |                                       |  |                                           |                                        |  |  |  |  |  |  |  |                                    |
|                      | Pavel I. Ruský                        |  |                                           |                                        |  |  |  |  |  |  |  |                                    |
|                      |                                       |  |                                           |                                        |  |  |  |  |  |  |  |                                    |
|                      |                                       |  |                                           | Jan Ludvík I. Anhaltsko-Dornburský     |  |  |  |  |  |  |  |                                    |
|                      |                                       |  |                                           |                                        |  |  |  |  |  |  |  |                                    |
|                      | Kristián August Anhaltsko-Zerbstský   |  |                                           |                                        |  |  |  |  |  |  |  |                                    |
|                      |                                       |  |                                           |                                        |  |  |  |  |  |  |  |                                    |
|                      |                                       |  |                                           | Kristýna ze Zeutschu                   |  |  |  |  |  |  |  |                                    |
|                      |                                       |  |                                           |                                        |  |  |  |  |  |  |  |                                    |
|                      | Kateřina II. Veliká                   |  |                                           |                                        |  |  |  |  |  |  |  |                                    |
|                      |                                       |  |                                           |                                        |  |  |  |  |  |  |  |                                    |
|                      |                                       |  |                                           | Kristián August Holštýnsko-Gottorpský  |  |  |  |  |  |  |  |                                    |
|                      |                                       |  |                                           |                                        |  |  |  |  |  |  |  |                                    |
|                      | Johana Alžběta Holštýnsko-Gottorpská  |  |                                           |                                        |  |  |  |  |  |  |  |                                    |
|                      |                                       |  |                                           |                                        |  |  |  |  |  |  |  |                                    |
|                      |                                       |  |                                           | Albertina Frederika Bádensko-Durlašská |  |  |  |  |  |  |  |                                    |
|                      |                                       |  |                                           |                                        |  |  |  |  |  |  |  |                                    |
| Alexandr I. Pavlovič |                                       |  |                                           |                                        |  |  |  |  |  |  |  |                                    |
|                      |                                       |  |                                           |                                        |  |  |  |  |  |  |  |                                    |
|                      |                                       |  | Fridrich Karel Württembersko-Winnentalský |                                        |  |  |  |  |  |  |  |                                    |
|                      |                                       |  |                                           |                                        |  |  |  |  |  |  |  |                                    |
|                      | Karel Alexandr Württemberský          |  |                                           |                                        |  |  |  |  |  |  |  |                                    |
|                      |                                       |  |                                           |                                        |  |  |  |  |  |  |  |                                    |
|                      |                                       |  |                                           | Eleonora Juliana Braniborsko-Ansbašská |  |  |  |  |  |  |  |                                    |
|                      |                                       |  |                                           |                                        |  |  |  |  |  |  |  |                                    |
|                      | Fridrich II. Evžen Württemberský      |  |                                           |                                        |  |  |  |  |  |  |  |                                    |
|                      |                                       |  |                                           |                                        |  |  |  |  |  |  |  |                                    |
|                      |                                       |  |                                           | Anselm František Thurn-Taxis           |  |  |  |  |  |  |  |                                    |
|                      |                                       |  |                                           |                                        |  |  |  |  |  |  |  |                                    |
|                      | Marie Augusta Thurn-Taxis             |  |                                           |                                        |  |  |  |  |  |  |  |                                    |
|                      |                                       |  |                                           |                                        |  |  |  |  |  |  |  |                                    |
|                      |                                       |  |                                           | Marie Ludovika Lobkovicová             |  |  |  |  |  |  |  |                                    |
|                      |                                       |  |                                           |                                        |  |  |  |  |  |  |  |                                    |
|                      | Žofie Dorota Württemberská            |  |                                           |                                        |  |  |  |  |  |  |  |                                    |
|                      |                                       |  |                                           |                                        |  |  |  |  |  |  |  |                                    |
|                      |                                       |  |                                           | Filip Vilém Braniborsko-Schwedtský     |  |  |  |  |  |  |  |                                    |
|                      |                                       |  |                                           |                                        |  |  |  |  |  |  |  |                                    |
|                      | Fridrich Vilém Braniborsko-Schwedtský |  |                                           |                                        |  |  |  |  |  |  |  |                                    |
|                      |                                       |  |                                           |                                        |  |  |  |  |  |  |  |                                    |
|                      |                                       |  |                                           | Jana Šarlota Anhaltsko-Desavská        |  |  |  |  |  |  |  |                                    |
|                      |                                       |  |                                           |                                        |  |  |  |  |  |  |  |                                    |
|                      | Bedřiška Braniborsko-Schwedtská       |  |                                           |                                        |  |  |  |  |  |  |  |                                    |
|                      |                                       |  |                                           |                                        |  |  |  |  |  |  |  |                                    |
|                      |                                       |  |                                           | Fridrich Vilém I.                      |  |  |  |  |  |  |  |                                    |
|                      |                                       |  |                                           |                                        |  |  |  |  |  |  |  |                                    |
|                      | Žofie Dorota Pruská                   |  |                                           |                                        |  |  |  |  |  |  |  |                                    |
|                      |                                       |  |                                           |                                        |  |  |  |  |  |  |  |                                    |
|                      |                                       |  |                                           | Žofie Dorotea Hannoverská              |  |  |  |  |  |  |  |                                    |
|                      |                                       |  |                                           |                                        |  |  |  |  |  |  |  |                                    |